# Astrognozija
Astrognozija (grč. ἀστήρ, astḗr 'zvijezda' i γνῶσις, gnôsis 'znanje') grana je astronomije koja se bavi prepoznavanjem zvijezda i zviježđa te drugih nebeskih tijela na nebu, orijentacijom s pomoću zvijezda, a i vještina u uočavanju odabranih tijela (dvojnih zvijezda, maglica, zvjezdanih skupina i drugog). Bez prepoznavanja geometrijskog rasporeda zvijezda i jačine njihove svjetlosti nemoguće je orijentirati se i otkriti išta novo na nebu, primjerice komet ili novu zvijezdu. Astrognozija je isto poznavanje položaja Mjeseca, obzora ili horizonta, zenita, nebeskoga pola, ekliptike i drugo. U astrognoziji kao pomagala služe nebeski globusi, zvjezdani atlasi i karte neba. Primjenjuje se u amaterskoj astronomiji, školskoj astronomskoj naobrazbi, pomorskoj navigaciji i drugo. Nekad se primjenjivala i za određivanje noćnih sati.

## Osnove orijentacije među zvijezdama
Pogled na nebo otkriva mnoga nebeska tijela. Sjajem se ističu Sunce i Mjesec. Kao sjajne objekte zapažamo i planete. Svjetlost Mjeseca i planeta nije vlastita, već odražena svjetlost Sunca. Noćno nebo puno je zvijezda. Na svakoj polutki (sjeverna i južna polutka) vidi se po nekoliko tisuća zvijezda. Prostornim razmještajem i različitim sjajem zvijezde oblikuju osobite skupine koje se nazivaju zviježđa ili konstelacije. Čitavu nebesku sferu dijelimo u 88 zviježđa. Zvijezde su mnogo udaljenije od nas nego Sunce. Najbliža zvijezda nekoliko je tisuća puta dalje od posljednjeg planeta. Zvijezde se gibaju, no zbog velikih udaljenosti njihova je gibanja teško zapaziti, pa nam se čini da ne mijenjaju mjesto, da se ne pokreću jedne prema drugima. Zbog te prividne stalnosti ljudi su ih nazivali zvijezdama nekretnicama ili stajaćicama. 
Na dijelu neba vidi se svijetla pruga prozvana Mliječni put. Pruga opasuje čitavu nebesku sferu. Tek teleskop otkriva da se Mliječni put sastoji od zvijezda. Danas znamo da praktički sve što golim okom vidimo pripada jednom zvjezdanom sistemu, Galaktici. Duljina je Galaktike tolika da prelazak svjetlosti s kraja na kraj Galaktike traje više od 100 000 godina. Izvan naše galaktike, na udaljenostima odakle svjetlost pristiže nakon stotina tisuća i više milijuna godina, nalaze se druge galaktike. 
Na zvjezdanoj pozadini neba, poput svijetlih pločica, gibaju se planeti. Riječ planet je starogrčkog porijekla i znači lutalica. Planeti zamjetno izmijene položaj u roku od svega nekoliko dana, pa lutaju od zviježđa do zviježđa. Ne moramo, međutim, čekati dugo da bismo ustanovili što je planet, a što zvijezda. Golo oko zamjećuje da svjetlost zvijezde titra ili svjetluca (scintilira), a svjetlost planeta ne. Razlika je u tome što su zvijezde zbog velike udaljenosti točkasti izvori svjetlosti, pa im tanašna zraka prolaskom kroz Zemljinu atmosferu, koja je uvijek nemirna, neprestano mijenja smjer. Planeti imaju vidljiv krug te od velikog broja zraka koje polaze s tog predmeta njih mnogo uvijek dospijeva u naše oko. 

### Sjevernjača ili Polarna zvijezda
Raspored zvijezda prikazuje se na zvjezdanim kartama i u atlasima, a položaj im se zapisuje u katalozima. Da bismo se snašli među zvijezdama, najprije određujemo položaj sjevernog nebeskog pola, mjesta kroz koje na nebeskom svodu prolazi Zemljina os vrtnje. Na tom se mjestu praktički smjestila zvijezda Sjevernjača ili Polarna zvijezda. Na 45° sjeverne geografske širine sjeverni se nebeski pol nalazi 45° iznad obzora (horizonta). Nebeska tijela izlaze na istočnom obzoru i tijekom noći u vidnom nam se polju nađu različita zviježđa. Također, različita zviježđa vidimo u drugo godišnje doba jer se mijenja položaj Zemlje prema Suncu i zvijezdama. Zemlja neprestano obilazi oko Sunca. Zato noćno nebo nazivamo po godišnjim dobima: jesenskim, zimskim, proljetnim i ljetnim. 

### Cirkumpolarne zvijezde
Neke zvijezde vidimo uvijek iznad obzora: to su cirkumpolarne zvijezde, smještene oko sjevernog nebeskog pola. Druge zvijezde izlaze i zalaze. Zvijezde koje uopće ne vidimo (jer ih prividna vrtnja neba naprestano vodi ispod obzora jesu anticirkumpolarne zvijezde). Dobro je odmah pronaći neka cirkumpolarna zviježđa, jer su uvijek iznad obzora, pa će se pomoću njih lakše pronaći i ona zviježđa koja zalaze i izlaze. Sjevernjača se pronalazi pomoću Velikog medvjeda! Razmak između zvijezda Meraka i Dubhea u Velikom medvjedu treba produžiti otprilike za 5 puta da bismo stigli do Sjevernjače. Nastavimo li istim smjerom od Sjevernjače dalje, naići ćemo na zvijezde koje oblikuju slovo W, a to je zviježđe Kasiopeje, čiji se lik lako pamti i potom lako nalazi.

### Zimski šesterokut
Zviježđe Orion najbolje se vidi zimi i spada u zviježđe zimskog neba. Za orijentaciju vrlo je zgodno pronaći Zimski šesterokut, mnogokut što ga čine najsjajnije zvijezde iz 6 zviježđa; zvijezde su Rigel, Sirius, Prokion, Kastor s Poluksom, Kapela i Aldebaran. Zvijezde opasuju područje u kojemu se kriju ne samo ljepote, već i veoma zanimljiva fizička tijela. Posred tog područja prolazi svijetla pruga Mliječnog puta.

### Zodijak ili životinjski krug
Zodijak ili životinjski krug čine 13 zviježđa kroz koje Sunce prividno prolazi tijekom godine. Ustvari, kako Zemlja obilazi oko Sunca, promatrač na Zemlji mora zapaziti Sunce u nekom mjestu na nebu, koje se naziva zodijak. Pojas zodijaka sastoji se od 13 zviježđa (osim 12 zviježđa po kojima su nazvani astrološki znakovi, tu je i trinaesto zviježđe Zmijonosac): Djevica, Vaga, Škorpion (Štipavac), Zmijonosac, Strijelac, Jarac, Vodenjak, Ribe, Ovan, Bik, Blizanci, Rak i Lav. Imena su većinom životinjska, otuda pojasu i opći naziv. Prije nego što je bio prihvaćen Kopernikov heliocentrični sustav ljudi su smatrali da se Sunce stvarno giba zodijakom. Područjem zodijaka gibaju se i planeti. Dakako, i to je gibanje prividno, nastalo slaganjem stvarnih gibanja Zemlje i planeta. Planeti se ne gibaju točno po ekliptici zato što se njihove vlastite staze oko Sunca ne nalaze u ravnini Zemljine staze, no razlike nisu baš velike. Projekcija planeta na nebeski svod izvodi složeno gibanje koje može biti u obliku petlje. Svi planeti obilaze oko Sunca u istom smjeru, no Zemlja ih pretječe ako su dalje od Sunca, a zaostaje za njima ako su bliže Sunca. Mjesečeva putanja također prolazi područjem zodijaka, no otklanja se dalje od ekliptike nego planeti.

## Promatranje neba dalekozorom
Pretragu neba uvijek počinjemo bez dalekozora. Međutim, već će mali dalekozor pokazati mnogo više detalja. Za potrebe astrognozije najpogodniji je lovački, odnosno vojnički dvogled 10 x 50 (kutno povećanje 10 puta, promjer objektiva 50 mm). Dobar dvogled lako se prilagođuje svakom promatraču (navodi se na razmak zjenica i na dioptrije promatrača), a lako se i brzo uperi u bilo koji dio neba. Prednost mu je i veliko vidno polje. Nedostatak je složena optika, uz prizmu za totalnu refleksiju. U optičkom sistemu s više dijelova svjetlost se višestruko rasipa i gubi, a opada i kontrast. Zbog nestabilnosti svaki dvogled treba osloniti na stalak. Napredniji amater astronom upotrebljava refraktorski teleskop s objektivom promjera od 70 do 80 mm i sa žarišnom duljinom od 0,6 do 0,8 m. Teleskop treba imati više okulara (kutna povećanja 25, 50 i 100 puta).

### Prividna zvjezdana veličina ili magnituda
S pomoću teleskopa zapažamo zvijezde koje golim okom ne bismo vidjeli. Prihvaćajući običaj još od antike, zvijezde se prema sjaju razvrstavaju u prividne zvjezdane veličine, odnosno kraće, u veličine ili magnitude (znak: m). Zvijezde vidljive golim okom dijelile su se u 6 magnituda. Najsvjetlije zvijezde bile su prve magnitude (m = +1), a najtamnije šeste magnitude (m = +6), što je granica ljudske moći opažanja (bez pomoći teleskopa). U običnim atmosferskim uvjetima vedra neba normalno oko primjećuje zvjezdicu pete magnitude. U boljim uvjetima zapaža se i zvijezda šeste magnitude. Na primjer zvijezda četvrte magnitude je oko 2,5 puta sjajnija od zvijezda pete magnitude, a zvijezda pete magnitude je oko 2,5 puta sjajnija od zvijezda šeste magnitude. Točnije iskazano, osvjetljenosti koje daju zvijezde čije se magnitude razlikuju za jedinicu odnose se kao 2,512.
Na našem nebu najsjajnije su zvijezde Arktur, Vega, Kapela i Rigel, koje su nulte magnitude, a još je sjajniji Sirius, čiji je m = - 1,4. Budući da sjajnije zvijezde opisujemo manjom brojkom, idući po brojnom pravcu veličina, zalazimo u područje negativnih brojeva. Ima još i sjajnijih objekata. Kada je najsjajnija, Venera ima magnitudu m = - 4,4, Mjesec m = - 13,6, a Sunce m = - 26,7. Izvježbano oko razaznat će u manjim skupinama zvijezda razliku u magnitudi od 0,1 veličine. Prividna zvjezdana veličina ili magnituda opisuje svjetlost nebeskog tijela kao neposredne pojave na nebu, a ne mjeri ni tjelesnu veličinu ni stvaran tok svjetlosti koji napušta zvijezdu. 
Objektiv teleskopa prihvaća tok svjetlosti razmjeran svojoj površini. Koliko je puta površina objektiva veća od površine očne zjenice toliko puta veći tok svjetlosti prođe kroz objektiv. Zato teleskopom vidimo zvijezde slabijeg sjaja nego golim okom. Površina objektiva razmjerna je kvadratu promjera objektiva, pa je kvadratu promjera razmjerna i prihvaćena svjetlost. U idealnom slučaju, kada je teleskop odlične izrade, a Zemljina atmosfera čista i prozirna, vidjet će se najslabije zvijezde ovisno o promjeru objektiva, kako to pokazuje sljedeća tablica:
| promjer objektiva (mm) | 30 | 50  | 80  | 125 | 200 |
| ---------------------- | -- | --- | --- | --- | --- |
| prividna magnituda m   | +9 | +10 | +11 | +12 | +12 |

Podaci iz tablice odgovaraju činjenici da oko, kojemu leća ima promjer 8 mm, vidi zvijezdu šeste magnitude (m = +6). Idealni se slučaj ne susreće često pa će se u stvarnosti primjetljiva zvijezda razlikovati za jednu do dvije veličine. Na primjer, teleskopom promjera 80 mm vidjet ćemo obično zvijezde magnitude m = +10. Najveći teleskopi bilježe zvijezde m = +24 ili m = +25, ali uz pomoć fotografskih ploča koje se dugo izlažu svjetlosti, ili uz pomoć modernih fotoelektričnih i poluvodičkih detektora svjetlosti. Svojstvo teleskopa da prihvaća određeni tok svjetlosti naziva se svjetlosna moć.

### Moć kutnog razlučivanja teleskopa
Uz svojstvo dalekozora kao sabirača svjetlosti drugo važno svojstvo odnosi se na uočavanje detalja. Moć kutnog razlučivanja teleskopa određena je najmanjim kutnim razmakom između dva točkasta, zvjezdolika objekta koja se još vide razdvojeno. Moć razlučivanja poboljšava se s veličinom objektiva. Pravilo je da je najmanji kutni razmak dviju zvijezda koje se još vide odvojeno obrnuto razmjeran promjeru objektiva. Motrimo li na dvije jednako sjajne zvijezde, vidjet ćemo ih odvojeno ako se nalaze bar na kutnom razmaku zapisanu u sljedećoj tablici:
| promjer objektiva (mm)        | 30 | 40 | 50   | 60 | 80   | 100 |
| ----------------------------- | -- | -- | ---- | -- | ---- | --- |
| kutni promjer (kutna sekunda) | 4" | 3" | 2,5" | 2" | 1,5" | 1"  |

Opet su prikazani podaci za astronomski teleskop najveće kakvoće. Bit će teško ugledati dvojne zvijezde koje su rastavljene neku kutnu sekundu više nego što je zapisano u tablici. Prizmatični dvogled teško razdvaja kut manji od 20”. Također, teže ćemo ugledati odvojeno dvije zvijezde koje su izrazito različita sjaja jer će jedna zabljesnuti drugu.

### Veličina slike teleskopa
Pri promatranju planeta i drugih nebeskih tijela koji pokazuju površinu važna je veličina slike što je stvara teleskop. Ta veličina ovisi o žarišnoj duljini objektiva f i o kutnom promjeru objekta na nebu (prividni promjer). Svaki predmet koji na nebu vidimo pod kutom od 1° imat će sliku u žarišnoj ravnini objektiva veliku otprilike:
f / 60
Predmet kojemu je kutni promjer 1”, imat će sliku u žarišnoj ravnini objektiva veliku:
f / 2 x 105
Predmet nekog drugog kutnog promjera imat će sliku čiju veličinu dobivamo kada prethodne izraze pomnožimo kutnim promjerom u stupnjevima (u prvom slučaju), odnosno u kutnim sekundama (u drugom slučaju). Budući da planeti imaju kutne promjere od kojih 10” do 60", moraju se promatrati s povećanjem.

### Fotografiranje uz pomoć teleskopa
Fotografiranje s pomoću teleskopa provodi se na dva načina.
- Jedan je bez povećanja pri čemu objektiv teleskopa služi umjesto objektiva fotoaparata. Na teleskop se umjesto okulara ugradi fotoaparat, kojemu se prethodno skine objektiv, film fotoaparata mora se pritom nalaziti u žarišnoj ravnini teleskopskog objektiva.
- Drugi je s povećanjem pri čemu se fotoaparat postavlja na okularni dio teleskopa zajedno sa sistemom leća za povećanje.

Pri dužim izlaganjima fotografske emulzije svjetlosti svemirskih izvora teleskop se mora pokretati satnim mehanizmom za automatsko praćenje dnevnog gibanja neba, tako da slika nebeskog tijela pada uvijek na isto mjesto na filmu. Opažanje Mjeseca najjednostavnije je. Za vizualno proučavanje pogodan je svaki dalekozor, prizmatični dvogled ili astronomski teleskop, koji povećava od 10 do 30 puta. Dobri snimci dobivaju se već s pomoću fotoaparata s teleobjektivom.

## Opis nekih objekata
Najzanimljivija nebeska tijela su dvojne (dvostruke) i višestruke zvijezde, jata ili skupovi zvijezda (otvoreni skup, kuglasti skup i drugo) i maglice, a veliki je uspjeh kada se ustanovi da je neka zvijezda promjenjiva (mijenja sjaj). Uspijemo li pak vidjeti naglu provalu sjaja zvijezde, otkrili smo novu zvijezdu ili supernovu. Ne jednom astronomu amateru posrećilo se da otkrije takvu zvijezdu. 

### Cirkumpolarna zviježđa
Neke zvijezde vidimo uvijek iznad obzora: to su cirkumpolarne zvijezde smještene oko sjevernog nebeskog pola. Cirkumpolarna zviježđa na našim zemljopisnim širinama jesu zviježđa Velikog i Malog medvjeda, Kasiopeje, Cefeja, Zmaja, Žirafe i Risa.

#### Veliki medvjed
U Velikom medvjedu zvijezde Mizar i Alkor čine fizički par zvijezda ili dvojnu zvijezdu. Iako je pete magnitude (m = +5), Alkor ćemo lako zapaziti pored Mizara, koji je druge magnitude (m = +2). Za jedan obilazak oko zajedničkog težišta potrebno im je više od 2 milijuna godina. Iako ih zapažamo blizu, zvijezde su razmaknute 20 000 AJ. U malom dalekozoru Mizar će nam se pokazati kao dvojna zvijezda (razdvojena za 15”); govorimo o dvjema komponentama Mizara, komponenti A i komponenti B. No svaka od spomenutih zvijezda ima pratioca ili pratioce! Mizar A ima jednog pratioca, Mizar B dva pratioca, a Alkor jednoga. Sve njih nećemo vidjeti našim dalekozorom; otkriveni su posebnim mjerenjima. Dakle, Mizar i Alkor nalaze se u višestrukom sistemu zvijezda. Dio Velikog medvjeda naziva se Velika kola.

#### Mali medvjed
U Malom medvjedu ističe se svijetložućkasta Sjevernjača i ružičasti Kohab. Dalekozorom objektiva od 80 mm nedvosmisleno otkrivamo pratioca Sjevernjače, koji je zvijezda devete magnitude (m = +9). U hrvatskom pučkom zvjezdoznanstvu lik koji tvori njegovih 7 sjajnih zvijezda naziva se Mala kola.

#### Kasiopeja
Kasiopeja s otvorom slova W pokazuje put sjevera. Najsjajnija zvijezda Šedir (α Kasiopeje) jest dvojna zvijezda; druga zvijezda je devete magnitude (m = +9). Međutim, nije riječ o fizičkom paru ili dvojnoj zvijezdi vezanim privlačnom silom, već o pukom optičkom učinku (optički dvojna zvijezda); prividno su jedna blizu druge samo zbog perspektive. Zvijezda γ Kasiopeje promjenjiva je zvijezda; zna biti sjajnija od Šedira, ali i slabija od ostalih zvijezda u slovu W.

#### Cefej
Cefej je neupadljivo zviježđe, a u njemu se nalazi zvijezda δ Cefeja po kojoj su dobile ime brojne promjenjive zvijezde, δ - cefeide, ili jednostavnije cefeide. Sjaj joj se mijenja od magnitude m = +3,5 do m = +4,4. Razdoblje vremena u kojemu se sjaj izmijeni veoma je pravilan i iznosi 5 dana i 9 sati. Fizički razlog promjene na samoj zvijezdi je u tome da ona ritmički mijenja obujam (volumen), diše ili pulsira, pa se ta vrsta zvijezda ubraja među pulsirajuće promjenjive zvijezde. 

#### Zmaj
α Zmaja je zvijezda četvrte magnitude (m = +4). U vrijeme drevnih Egipćana ona je bila Polarnom zvijezdom. Otada se nebeski pol zbog gibanja Zemljine osi (precesija) pomaknuo do sadašnjeg položaja u blizini Sjevernjače. ν Zmaja, u glavi Zmaja, široko je rastavljena fizički dvojna zvijezda. Obje su pete magnitude (m = +5), a oštro oko zapaža ih odvojeno i bez teleskopa.

### Zviježđa jesenskog neba
Zviježđa jesenskog neba u našim su krajevima Pegaz, Andromeda, Ovan i Ribe, a niže pri obzoru (horizontu) su Jarac, Vodenjak i Kit.

#### Pegaz
Pegaz se lako uočava po svojstvenom četverokutu zvijezda smještenom na jug β Kasiopeje. Sjeveroistočni kut četverokuta čini α Andromede, ostalo pripada Pegazu. Unutar četverokuta ima malo primjetljivih zvijezda! U zviježđu je zanimljiva crvenkasta zvijezda Šeat (β Pegaza), koja u ne baš pravilnom ritmu od kojih 35 dana mijenja sjaj od m = +2 do m = +3. To je divovska zvijezda kojoj je promjer jednak astronomskoj jedinici. 

#### Andromeda
U Andromedi su dva nebeska tijela interesantna za promatranje. To je dvojna zvijezda γ Andromede sa žućkastom glavnom zvijezdom magnitude m = +2 i zelenkastomodrom sporednom zvijezdom magnitude m = +5. Najveća je ipak zanimljivost zviježđa Andromedina maglica (Messier 31; M31 ili NGC 224), najdalje svemirsko tijelo vidljivo golim okom. Udaljena je nešto više od 2 000 000 svjetlosnih godina i predstavlja spiralnu galaktiku sličnu našoj. Spiralni krakovi vide se tek s pomoću velikih teleskopa. Na Zemljinoj južnoj polutki vidljive su dvije galaktike, Veliki i Mali Magellanov oblak, a one se vide mnogo jasnije no što se vidi Andromedina galaktika zato što su Magellanovi oblaci puno bliži.

#### Ovan
γ Ovna je lijep primjer dvojne zvijezde, a obje zvijezde su četvrte magnitude (m = +4).

#### Ribe
Ribe su teže uočljivo zviježđe, znamenito najviše po tome što se u njemu nalazi proljetna točka. To je ono mjesto na nebu kroz koje Sunce prolazi prvog dana proljeća. Taj dio neba ne možemo, dakako, promotriti onda kada se u njemu nalazi Sunce. Jesenski dio noćnog neba nalazi se u proljeće na dnevnoj strani neba!

#### Kit
U Kitu treba, s pomoću zvijezde β Kita i crvenkaste zvijezde α Kita, naći zvijezdu ο Kita, koja nosi i ime Mira, što na arapskom znači čudnovata. To je jedna od najpoznatijih promjenjivih zvijezda. U vrijeme najvećeg sjaja ima magnitudu m = +3, dok u vrijeme najmanjeg sjaja ima magnitudu m = +9, a to znači da isčezava pogledu golim okom. Vrijeme promjene sjaja nije posve stalno, a kreće se oko 332 dana. Dakle, samo trećinu tog vremena Mira je vidljiva.

### Zviježđa zimskog neba
Zviježđa zimskog neba smatraju se najljepšim dijelom zvjezdanog neba. Ovdje se nalaze Orion, Veliki pas, Mali pas, Blizanci, Kočijaš, Bik, Perzej i još neka zviježđa.

#### Orion
U Orionu Rigel (β Oriona) čisto je bijel, a Betelgeuze (α Oriona) narančastocrvenkast. Betelgeuze je nepravilno promjenjiva zvijezda sa sjajem magnitude od m = 0 do m = +1. Većina zvijezda Oriona bjeličasta su sjaja, znači da im se površine nalaze na visokoj temperaturi. Zvijezde su razmjerno mlade (nekoliko desetaka milijuna godina) i zrače snažnu svjetlost. Tom svjetlošću pobuđuju na svijetljenje rijedak međuzvjezdani plin. Stoga se u Orionu nalazi više međuzvjezdanih maglica od kojih je najpoznatija Velika Orionova maglica. Opazit ćemo je golim okom u maču Oriona. Orion je, naime, ime dobio po mitskom junaku i u zviježđu se prepoznaje ljudsko tijelo, ramena, koljena i pojas. U pojasu se nalaze 3 zvijezde, δ, ε i ζ, a ispod pojasa visi mač, koji se u hrvatskom pučkom zvjezdoznanstvu nazivaju Koscima. Unutar Velike Orionove maglice smještena je zvijezda 𝛝1 Oriona, fizički višestruka zvijezda, čije se četiri zvijezde vide s pomoću teleskopa od 80 mm; zato što te zvijezde čine lik trapeza, 𝛝1 Oriona naziva se i Trapeznom zvijezdom.

#### Veliki i Mali pas
U Velikom i Malom psu najzanimljivije su njihove najsjajnije zvijezde, Sirius i Prokion. Titrajući u svijetlomodrikastim bljeskovima, Sirius privlači pažnju više nego ijedna zvijezda. To je druga najbliža zvijezda Suncu koja se vidi golim okom, a daleko je 8,7 svjetlosnih godina (prva najbliža zvijezda ujedno vidljiva golim okom je α Kentaura udaljena 4,3 sg, a nalazi se među anticirkumpolarnim zvijezdama). Prokion nije mnogo dalje, svega 11,3 sg. Još je jedna slučajna podudarnost tih zvijezda u tome što su obje dvojne zvijezde, a pratioci (koji se mogu zabilježiti tek s pomoću najvećih teleskopa) jesu bijeli patuljci. To su zvijezde veličine Zemlje.

#### Blizanci
Blizanci tvore bogato polje zvijezda. Pogledamo li Kastora (α Blizanaca) boljim pogledom, razaznat ćemo da je to dvojna zvijezda. Vrijeme obilaska tog fizičkog para iznosi 350 godina. Pomnija opažanja otkrivaju da je to zapravo šesterostruka zvijezda. 

#### Kočijaš
Zviježđe Kočijaša oblika peterokuta (jedan kut pripada zvijezdi β Bika) lako se nađe po najsjajnijoj zvijezdi, Kapeli. Žućkaste je boje, kao što bi izgledalo i Sunce da se promatra iz daljine. ε Kočijaša je dvojna zvijezda s dugim periodom obilaska. Pritom sporedna zvijezda zamračuje glavnu zvijezdu, koja se smatra najvećom poznatom zvijezdom (oko 2 000 puta većom od Sunca, s promjerom od gotovo 20 AJ).

#### Bik
U Biku najzapaženiji je sjajnocrvenkasti Aldebaran, no za oko najprivlačnija je ipak jedna skupina slabašnih zvjezdica, a to su Vlašići ili Plejade. Razlog zašto su zvijezde zajedno jest skupljanje međuzvjezdanog materijala i postupan prelazak u zvjezdani oblik. Sve su jednako stare, otprilike 50 milijuna godina. Okom ih se može nabrojiti 7, a u teleskopu se roje. U Biku je vidljiva još jedna slična skupina, Hijade. Oba skupa svrstavaju se u otvorene ili galaktičke skupove zvijezda. Malo sjevernije, tik do zvijezde ζ Bika nalazi se maglica Messier 1 (M1) ili maglica Rakovica, koja se dade uočiti dalekozorom od 50 mm. Fotografije snimljene većim teleskopima otkrivaju prekrasan prizor. Maglica M1 zapravo je raspršena tvar jedne zvijezde koja je eksplodirala 1054. Pojava takve zvjezdane katastrofe naziva se supernovom, a dogođa se veoma rijetko. U cijelom Mliječnom putu javlja se svakih stotinjak godina. Manje eksplozije zvijezda, nove zvijezde, javljaju se svake godine. Zbog posljedica eksplozije maglica M1 širi se velikom brzinom, u obliku pramenova, po kojima je dobila ime Rakovica. U središtu maglice nađen je pulsar, odnosno neutronska zvijezda.

#### Perzej
Zviježđe Perzeja ne sadrži sjajnih zvijezda, no zbog položaja u Mliječnom putu bogato je zanimljivim nebeskim tijelima. Najznamenitija je zvijezda Algol (α Perzeja), predstavnik pomrčinskih promjenjivih zvijezda. Njezin naziv znači na arapskom Vražja zvijezda. Sjaj je zvijezde naizgled stalan, no opadne u dva maha, jednom slabije, a drugi put jače, pa zvijezda od druge magnitude (m = +2) postaje zvijezda treće magnitude (m = +3). Jači pad ne traje dugo, svega oko 10 sati, a pojava se ponavlja u ciklusima od 2 dana i 21 sata. To je zapravo dvojna zvijezda, gdje jedna zvijezda pomračuje drugu prilikom obilaženja oko zajedničkog težišta. Obje se zvijezde gibaju u ravnini koja prolazi našim pogledom. Idući od Algola (α Perzeja) prema Kasiopeji, na 2/3 puta, uočavamo raspršenu mrlju koju dalekozor otkriva kao dvostruku skupinu zvijezda (η i χ Perzeja).

### Zviježđa proljetnog neba
Zviježđa proljetnog neba jesu Lav, Volar, Djevica i Sjeverna kruna te kasnije prema ljetu Vaga. Taj dio neba siromašniji je zvijezdama od zimskoga, ali ni njemu ne manjka zanimljivih nebeskih tijela. 

#### Lav
Najlakše se prepoznaje Lav. Najsjajnija zvijezda Regulus (Kraljević) zvijezda je prve magnitude (m = +1). Bjeličasta Denebola visoke je temperature kao i Regulus. γ Lava dvojna je zvijezda s nešto slabijom drugom zvijezdom; za obilazak treba zvijezdama 400 godina.

#### Volar
Slijedeći pogledom rudo Velikih kola (Veliki medvjed) nailazimo na zviježđe Volara i u njemu na sjajna Arktura (α Volara). Zvijezda je nulte magnitude (m = 0), metalnocrvenkastog sjaja. Dvostruke zvijezde u tom zviježđu jesu δ Volara (zvijezde se razaznaju manjim dvogledom) te ε Volara, za čije je razdvajanje potreban teleskop s objektivom od 80 mm. U posljednjem paru zvijezda sjajnija zvijezda je žućkasta, a pratilac modrikast.

#### Djevica
Spika u Djevici zvijezda je prve magnitude (m = +1). Zajedno s Arkturom i Denebolom čini trokut po kojem se lakše orijentiramo na tom dijelu neba. γ Djevice dvostruka je zvijezda, a obje su zvijezde četvrte magnitude (m = +4); to je jedan od najsjajnijih ravnopravnih parova. Za međusobni obilazak treba zvijezdama 180 godina. Zviježđe Djevice inače je poznato po tome što se u njemu smjestio skup galaktika od nas udaljen od 40 do 50 svjetlosnih godina. U toj skupini ima više od tisuću galaktika. 

#### Sjeverna kruna
Sjeverna kruna zanimljiv je polukružni niz zvijezda slabijeg sjaja među kojima se ističe Gemma (Dragulj) koja je druge magnitude (m = +2).

#### Vaga
Potkraj proljeća i početkom ljeta zapaža se blizu obzora zviježđe Vage. Vaga ima dvije sjajnije zvijezde od druge (m = +2) do treće magnitude (m = +3) nazvane Zuben-el-genubi (α Vage) i Zuben-el-šemali (β Vage). Posljednja se javlja svijetlozelenkastim blijeskom.

### Zviježđa ljetnog neba
Zviježđa ljetnog neba iako ne dostižu bogatstvo Zimskog šesterokuta ipak okupljaju zanimljiva zviježđa, a to su: Herkul, Lira, Labud (Sjeverni križ), Orao, Dupin, Škorpion i Strijelac.

#### Herkul
Herkul zauzima šire područje između Volara i Lire, a unatoč manje uočljivim zvijezdama, interesantan je za promatranje. Ras Algethi (α Herkula) crvenkasta je zvijezda koja mijenja sjaj na nepravilan način, od magnitude m = +3 do m = +4. Promjena sjaja zapaža se i golim okom ako se stalno uspoređuje s bližim zvijezdama. Messier 13 (M13 ili NGC 6205) ili Veliki Herkulov skup kuglasti je skup otkriven 1714., a smjestio se između ζ i η Herkula, no bliže drugoj zvijezdi. Golim se okom zapaža u mrkloj noći kao mrlja. Pogledamo li ga teleskopom, nećemo uočiti pojedinačne zvijezde od kojih je sastavljen jer je za to potrebna fotografija. U njemu se sjatilo više od 100 000 zvijezda, i to na prostoru promjera od nekoliko stotina svjetlosnih godina. Kad bismo se nalazili u njegovu središtu, jedva bismo vidjeli zvijezde izvana (s njegove periferije). U skupu ima veoma velikih zvijezda, do 500 puta većih od Sunca, a neke su od njih promjenjive zvijezde. Skup je udaljen oko 20 000 sg. Zato je to najdalje nebesko tijelo u Galaktici (Mliječnom putu) koje možemo vidjeti golim okom.

#### Lira
Vega u Liri, Deneb u Labudu i Altair u Orlu čine Veliki ljetni trokut zvijezda magnitude od m = 0 do m = +1. Zviježđe Lire ne može se predvidjeti. To je maleno zviježđe jasna oblika, obilato zanimljivostima. Vega je plavičasta zvijezda, ljeti visoko iznad obzora. Zbog Zemljine precesije os Zemlje pokazivat će za više tisuća godina u njezinu smjeru, pa ćemo Vegu nazivati Sjevernjačom. β Lire dvojna je zvijezda. ε Lire vidi se kao dvojna zvijezda golim okom, a već dalekozor s objektivom od 80 mm pokazat će da je svaka zvijezda dvojna. To je fizički četverostruka zvijezda. β Lire znamenita je pomrčinska promjenjiva dvojna zvijezda, a sjaj joj se neprestano mijenja. To su dvije podjednako sjajne zvijezde koje na maloj udaljenosti obilaze jedna oko druge. Na pola razmaka između β i γ Lire smjestila se Prstenasta maglica znana i kao Messier 57 (M57 ili NGC 6720). Vidjet će se teleskopom objektiva od 80 do 100 mm. Dobre snimke pokazuju da se sastoji od prstena u čijem je središtu jedva vidljiva zvijezda veoma visoke temperature. Prsten predstavlja rijetku plinovitu ljusku koja se odvojila od središnje zvijezde. Uobičajeni naziv za tu vrstu nebeskog tijela je planetna ili prstenasta maglica.

#### Labud
Deneb (α Labuda) jedna je od najdaljih zvijezda koje vidimo golim okom, daleko je 1 600 sg, a vidimo je zbog zaista velika sjaja (apsolutna magnituda); to je jedna od najsjajnijih zvijezda u Galaktici. Inače većinu zvijezda vidimo zato što su bliske. Albireo (β Labuda) na drugom kraju križa, optički je dvojna zvijezda, s različitim bojama. Zbog položaja u bogatu dijelu Mliječnog puta lutanje dvogledom kroz to zviježđe pravo je zadovoljstvo.

#### Orao
Altair (α Orla) prate dvije zvjezdice, β i γ Orla. Zviježđe Orla vidimo kako plovi u svijetloj pruzi Mliječnog puta. Jedna od zvijezda η Orla je cefeida, s periodom 7 dana i 5 sati. Sjaj joj se mijenja od m = +3.5 do m = +4.3, pa se promjena uočava i bez dalekozora. 

#### Dupin
Dupin je maleno zviježđe nalik dječjem zmaju. Nalazi se s istočne strane Mliječnog puta, između Labuda i Orla. Dalekozorom vidimo da je γ Dupina dvojna zvijezda sa sjajnijom žućkastom zvijezdom i zelenkastim pratiocem. 

#### Škorpion
U ljetnim noćima pojavljuje se Škorpion, posebno u kasnijim večernjim satima srpnja i kolovoza. Tada se nad obzorom visoko dignu i Škorpion i Strijelac. Antares (α Škorpiona) crvenkasta je zvijezda koja se po boji i sjaju (m = +1) natječe s Marsom; otuda joj je i naziv: Anti-Ares. Zapravo je to daleka i veoma velika zvijezda s promjerom od 3 AJ. Uz to je i dvojna zvijezda. 

#### Strijelac
Strijelca je teže prepoznati, no ne smijemo zaboraviti da se u njegovu smjeru, iza tamnih oblaka Mliječnog puta koji se na nebu ističu relativno malim brojem zvijezda, krije središte naše Galaktike. Mi smo od tog središta udaljeni 30 000 sg.

## Opažanje planeta

### Međusobni razmještaj planeta
Vidljivost planeta ovisi o njihovu položaju u Sunčevu sustavu prema Zemlji. Donji ili unutarnji planeti (koji su bliže Suncu od Zemlje) nalaze se u gornjoj konjukciji kada su na stazi točno suprotno, dalje, s druge strane Sunca, a u donjoj konjukciji kada su u smjeru Sunca, ali s njegove bliže strane. U vrijeme između dviju uzastopnih gornjih konjukcija (ili dviju uzastopnih donjih) ti planeti prolaze kroz sve faze, slično Mjesecu. No vrijeme kada ih možemo promatrati ograničeno je. Uvijek su blizu Sunca, s nevelikim kutnim otklonom (elongacijom). Najveća elongacija Merkura je 28°, a Venere 48°. Iz naših krajeva vide se ili ujutro prije izlaska Sunca ili uvečer poslije zalaska Sunca, a ne možemo ih vidjeti u ponoć.
Gornji ili vanjski planeti (oni koji su dalje od Sunca no što je Zemlja) mogu se naći u konjukciji, opoziciji i kvadraturi. Promatrati ih je najpogodnije u opoziciji jer je tada planet najbliži Zemlji. Javljaju se i posebno povoljne velike opozicije kada je planet zbog položaja na izduženoj stazi Zemlji najbliže. O kutu pod kojim se vidi tijelo planeta ovisi kako ćemo ih vidjeti i na njima razaznati detalje. Najveće kutne promjere postižu Venera i Jupiter, dok se ostali planeti vide mnogo manji. Planeti se svake godine ne vide u istim položajima. Stoga podatke o položajima moramo potražiti u godišnjacima i prirodoslovnim časopisima koji objavljuju skice trenutnih planetnih staza. Jednaki međusobni razmještaj planeta, Sunca i Zemlje ponavlja se u ritmu sinodičkih godina planeta.

### Postupci opažanja
Planeti se opažaju vizualno ili se snimaju, a svaki postupak ima i prednosti i nedostataka. Nužno je koristiti se velikim povećanjima, od 100 do 300 puta. Pogodniji su teleskopi koji imaju objektive većih žarišnih duljina (kutno je povećanje astronomskog teleskopa jednako omjeru žarišne duljine objektiva i okulara), a i objektive većih promjera jer sakupljaju više svjetlosti. No nema smisla da povećanje preraste preko mjere. Tome ima više razloga. Kod velikog povećanja lik planeta je velik pa je osvijetljenost slike mala (jednaka količina svjetlosti raspodjeljuje se na veću površinu). Osvijetljenost slike raste s f – brojem objektiva (to je omjer promjera objektiva i žarišne duljine). Povećamo li žarišnu duljinu da dobijemo veće povećanje, učinit ćemo to na štetu osvijetljenosti. Dakle, kod veće slike mora se fotografska emulzija duže izlagati svjetlosti. Oko pak u većoj slici slabije uočava kontraste. Nadalje, sitnije se pojedinosti gube zbog nemira koji unosi Zemljina atmosfera. Na sliku loše utječe i mutna atmosfera u blizini naselja. 
Glavna prednost oka je u dobroj osjetljivosti i reagiranju. Kako se jasnoća slike brzo mijenja, oko može da izabere trenutak kada je slika najbolja. Na fotografskom će se filmu ekspozicijom od više sekundi naslagati jedna preko druge i dobre i loše slike pa snimka planeta neće biti tako jasna kao lik planeta motren okom. No fotografska je snimka, za razliku od promatranja okom, dokument. Za fotografiranje planeta nema smisla upotrebljavati teleskope koji imaju objektiv manji od 120 mm (refraktor) odnosno 150 mm (reflektor). Vizualna opažanja provode se i s manjim objektivima. Svako promatranje planeta treba popratiti crtežom i kratkim opisom. Vlastite rezultate treba uspoređivati s rezultatima drugih promatrača. Rezultati često znadu biti veoma subjektivni. No iz sličnosti podudarnih rezultata mogu se izvesti i objektivni zaključci.

#### Merkur
Kako je najbliži Suncu i brzo mijenja položaj, to u kratkim razmacima, od nekoliko mjeseci, od večernje pojave postaje jutarnjom pojavom. Najbolje je potražiti ga od 40 do 60 minuta prije izlaska ili poslije zalaska Sunca običnim dvogledom. Po boji je bjelkast, blijed. Prividna veličina Merkura mijenja se od m = +1,1 do m = -1,2. Tako sjaje i sjajnije zvijezde pa ipak Merkura nećemo lako ugledati zbog blizine Sunca. Ima dana kada se može promatrati i 2 sata poslije zalaska Sunca. Bez teleskopa ili s manjim teleskopom dovoljno je da ga pronađemo.

#### Venera
Venera je najsjajniji planet na nebu, sjaji kao brilijant; čak se može vidjeti da predmeti bacaju sjenu zbog njezina sjaja. I Venera se nalazi na dijelu neba nedaleko od Sunca. S položajem mijenja joj se i sjaj i mijena. Kada je najdalje, u gornjoj konjukciji, krug joj je posve osvijetljen, ali malen (10”), 6 puta manji nego kada je u donjoj konjukciji (60”) kada nam je okrenuta tamnom stranom. Disk joj je osvijetljen po pola u istočnoj i zapadnoj najvećoj elongaciji. Najveći sjaj, m = -4,4, postiže kada se nalazi na bližem dijelu staze i to pri elongaciji od 39°. Oštrije oko može i bez teleskopa razaznati kako su položeni rogovi (krajevi) srpa. Crtanje Venerinih mijena s pomoću malog teleskopa tipičan je zadatak za astronoma amatera. Oblik srpa uvjerit će nas da Venera ima atmosferu jer se krajevi srpa produžavaju preko polovice kruga. Kada se u trenutku donje konjukcije planet primakne Suncu, oko njega se javi cijeli svijetleći prsten. Samo se uz napor mogu vidjeti raznolikosti u oblačnom pokrovu, kao i nejednolikosti u području terminatora (granice svjetlosti i tame). Promatranja se obavljaju i po danu uz primjenu crvenog ili narančastog filtra za prigušivanje modre pozadine neba.

#### Mars
Mars se lako prepoznaje po narančastocrvenu odbljesku. Za oko je veoma privlačan. Brzo se giba među zvijezdama pa se već nakon jednog tjedna primijeti da se od jedne zvijezde premjestio drugoj. Najbolje se vidi u vrijeme opozicije, oko ponoći. Dvogledom se neće vidjeti mnogo jasnije no golim okom. Manjim teleskopom mogu se nazrijeti bijele polarne kape. Da bi se bolje vidio, treba počekati veliku opoziciju; to je ona opozicija kada se Mars istodobno nalazi na dijelu svoje putanje najbliže Suncu (Marsova je putanja primjetno izdužena). Tako se Mars i Zemlja znadu primaknuti na 56 milijuna kilometara; tada Marsov kutni promjer dosegne 25”. Ima opozicijâ kada je krug planeta 2 puta manji, a u konjukciji i 7 puta manji. Velike opozicije ponavljaju se svakih 15 do 17 godina (posljednja je bila 28. kolovoza 2003.).

#### Jupiter
Jupiter je jaka bjelkasta sjaja, najsjajnije nebesko tijelo poslije Venere jer dostiže magnitudu m = -2. Zbog toga što je 11 puta veći od Zemlje pločica mu se vidi pod kutom od 60”. Već u malom teleskopu Jupiter se proljepšava; oko njega se ističu 4 najveća satelita. Otkrio ih je Galileo Galilei, pa se zovu galilejevskim, a poimence: Io ili Ija, Europa, Ganimed i Kalisto. Lako su vidljivi i uz sjajni Jupiter jer imaju magnitude od m = +4 do m = +6. Pratimo li satelite iz dana u dan, pažnju će nam privući način kojim izmjenjuju mjesta. Imamo li u okularu nitni križ, odnosno koordinatnu mrežicu, možemo mjeriti razmake satelita do središta planeta te odrediti ophodno vrijeme svakog od njih. Na dijelu staze zalaze za Jupiter. Ole Rømer ustanovio je 1675. da trenuci opažanja okultacija (kad se nebesko tijelo, gledano sa Zemlje, skriva iza drugog) Jupiterovih satelita (primjer je Io) ovise o brzini širenja svjetlosti. Do tada se smatralo da se svjetlost prenosi beskonačnom brzinom. Značajno je da je Rømer dokazao da je brzina svjetlosti konačna. S teleskopom objektiva od 100 mm znade se ugledati sjena ponekog mjeseca na Jupiterovoj površini. Astronomi amateri natječu se u promatranju i crtanju šara na vidljivoj površini, a one se pružaju u smjeru rotacije kao tamniji pojasi i svijetle zone. U jednoj južnoj zoni smještena je Velika crvena pjega.

#### Saturn
Saturn je bljeđi od Jupitera, a sjaji kao zvijezda prve magnitude (m = +1). Svaki teleskop pokazat će da mu je pojas istaknut. Teleskop s objektivom od 80 do 100 mm otkriva da je to prsten. Prsten se sastoji od više dijelova; izraziti tamni procijep naziva se Cassinijevom pukotinom. Zapaža se i sjena prstenova na vidljivoj površini planeta. Prsten se nalazi u ravnini Saturnova ekvatora, nagnutoj prema ravnini ekliptike, pa se gibanjem Zemlje i Saturna mijenja kut pod kojim gledamo prstenove. U trenucima kada Zemlja prolazi ravninom prstenova oni se gube iz vida jer su veoma tanki. Promjer planeta vidi se pod kutnim promjerom od 20”, a promjer prstenova više je nego dva puta veći. Što je planet dalje od Sunca, prividne mu se mjere mijenjaju manje s vremenom. Da bi se zapazio satelit Titan, mora se upotrijebiti teleskop. Titan je od Saturna, u ravnini njegova ekvatora, udaljen za 5 promjera prstenova. 

#### Uran
Uran se može vidjeti i bez teleskopa jer je šeste magnitude (m = +6), no nije bio otkriven prije nego što je pronađen teleskop. Godine 1978. pronađeni su mu prstenovi, uski i razmaknuti, no manjim teleskopima ne mogu se ugledati. Vidjet će se samo pločica, ali ne odviše jasno.

#### Neptun
Neptun je osme magnitude (m = +8). Budući da je daleko od Sunca, položaj među zvijezdama mijenja mu se veoma polako.

#### Pluton
Pluton se vidi samo najvećim teleskopima jer mu je magnituda m = +14. Poznat je po tome što Suncu priđe bliže od Neptuna. Počevši od 1980., čitavih se 19 godina kreće na manjim udaljenostima od Neptuna! Otkriće njegova satelita Harona, učinjeno 1978., srušilo je hipotezu da bi mogao biti odbjegli Neptunov satelit jer sateliti nemaju satelite.

## Vanjske poveznice
- Astronomska sekcija Fizikalnog društva Split - promatračka astronomija